# 서울양천초등학교
서울양천초등학교는 대한민국 서울특별시 강서구 가양동에 있는 공립 초등학교이다.

## 학교 연혁
- 1900년 4월 1일 공립양천소학교 개교(양천군 가양리 향청)
- 1907년 4월 1일 공립양천보통학교 개칭
- 1911년 11월 1일 양천공립보통학교로 개칭
- 1938년 4월 1일 양천공립심상소학교 개칭[1]
- 1941년 4월 1일 양천공립국민학교 개칭[2]
- 1945년 9월 24일 미군정 관통첩으로 재개교
- 1947년 4월 1일 양천국민학교 개칭
- 1963년 1월 1일 서울특별시로 편입[3](서울양천국민학교)
- 1996년 3월 1일 서울양천초등학교로 교명 변경[4]
- 2000년 5월 20일 개교 100주년 기념 행사(양천의 밤)
- 2012년 3월 1일 서울형혁신학교 지정[5][6](1기, 4년간)
- 2014년 3월 1일 제41대 하두봉 교장 취임
- 2015년 6월 11일 메르스 확산 방지를 위한 휴업
- 2016년 3월 1일 서울형혁신학교 지정(2기, 4년간)
- 2016년 11월 23일 강서양천교육지원청 관내 혁신학교 한마당
- 2016. 11월 5일 꿈동산 희망동산 도장공사
- 2017년 7월 17일 급식실 개선공사 준공
- 2018년 2월 28일 교내 냉난방 개선공사 및 공기청정기 설치
- 2018년 3월 1일 제42대 최인자 교장 취임
- 2018년 4월 1일 학교캐릭터 탄생
- 2018년 5월 7일 교실 친환경 걸레받이 교체 공사 준공
- 2018년 7월 31일 운동장 스탠드 계단 논슬립 교체 공사 준공
- 2019년 3월 29일 학교사랑대회(제119주년 개교기념 행사)
- 2019년 9월 6일 학교 담장 개선 공사 준공
- 2019년 10월 7일 학교 운동장 및 야외체육시설 환경개선 공사 준공
- 2019년 10월 8일 후관동 내진보강 공사 준공
- 2019년 10월 21일 학교 CCTV 2대 추가 설치
- 2019년 10월 23일 너나울한마당(학교축제)
- 2020년 2월 12일 제107회 졸업식(78명, 총 졸업생수 11,621명)
- 2020년 3월 1일 22학급 편성(전교생 447명)
- 2020년 3월 1일 서울형혁신학교 지정[7][8](3기, 4년간)
- 2020년 4월 29일 필로티 공간 '꿈놀이터' 안전보호대 설치
- 2020년 4월 30일 해오름터 체육관 사워실 방수공사 및 보일러실 보수
- 2020년 5월 14일 교내 무선 AP 13대 설치
- 2020년 6월 4일 텃밭 환경 개선 공사 준공
- 2020년 6월 25일 원격수업 지원을 위한 소프트웨어 및 기기 구입
- 2020년 8월 12일 2020 창의융합형 과학실험실 환경개선 공사
- 2020년 9월 7일 해오름터 체육관 및 시청각실 무대아트, 현수막 게시대 설치
- 2020년 9월 25일 운동장 울타리 및 주변 환경개선[9]
- 2020년 12월 1일 원격수업을 위한 교실환경개선(무선망 구축 및 영상장치 교체)

## 학교 상징
- 우리 학교 꽃 - 개나리
  - 근면성, 창의력, 긍지와 끈기를 상징함
  - 물푸레나뭇과 낙엽 활엽 관목으로 이른 봄에 노란 꽃이 잎보다 먼저 펴 봄소식을 제일 먼저 알려주는 꽃. 관상용으로 많이 심으며 씨는 약재로 쓰임.
- 우리 학교 나무 - 은행나무
  - 높은 기상, 강인함, 고매한 품격을 상징함
  - 2억 년의 오랜 역사를 가진 나무. 약품, 화장품, 식품 등으로 두루 쓰임. 나무의 속이 비지 않는 단단함. 병충해와 매연에 강함. 주체성이 강한 나무.
- 우리 학교 새 - 까치
  - 반가움과 친근감을 상징함
  - 마을 부근의 높은 나뭇가지 위에 둥지를 틀고 살며 해충을 잡아먹는 익조임. 우리나라의 국조로 아침에 이 새가 집 앞에 와서 울면 반가운 손님이 온다는 속설이 있음.
- 우리 학교 캐릭터 - 나리양과 은행군 : 교화인 개나리가 예쁜 꽃을 피우듯, 교목인 은행나무가 좋은 열매를 맺듯이 양천 어린이들 모두 예쁘게 자라나서 좋은 꿈을 이루라는 뜻

## 참고 자료
- 서울양천초등학교 - 한국교육학술정보원 학교알리미